# Lien (Skallerup)
 For alternative betydninger, se Lien. (Se også artikler, som begynder med Lien)
Lien er en ca. 5 km lang indlandsskrænt der går fra Skallerup Strand nord for  Lønstrup op til klitområdet ved Kærsgård Strand. For 5-7.000 år siden var Lien en kystklint ud mod stenalderhavet. Landhævningen og havaflejringer har senere et fladt forland, som nu er tæt bebygget med sommerhuse. 
Lien afgræsses af kvæg og heste, og er furet af regnkløfter og  et par små vandløb, Knoldebæk og Hunderup Bæk.  Store dele af skrænten er dækket af krat af havtorn og  hyld mm.
Ca. 64 ha. af Lien   blev fredet i 1963, hvilket har holdt skrænten fri for bebyggelse. Samtidig skaber fredningen en naturforbindelse mellem to andre fredninger: Kærsgård Strand og Liver Å  og Skallerup Indlandsklitter.

## Eksterne kilder og henvisninger
- Wikimedia Commons har flere filer relateret til Lien (Skallerup)

1. ↑  Om fredningen af Kærsgård Strand (i alt 303 ha)
2. ↑  Om fredningen af Skallerup Indlandsklitter (140 ha)

- Om fredningen på Danmarks Naturfredningsforenings websted

57°30′38″N 9°52′27″Ø / 57.51056°N 9.87417°Ø